# Velké Dvorce (zámek)
Velké Dvorce jsou zámek ve stejnojmenné vesnici u Přimdy v okrese Tachov. Založen byl v poslední čtvrtině sedmnáctého století, ale dochovaná podoba je výsledkem novobarokní přestavby z let 1907–1910. Zámecký areál je od roku 1964 chráněn jako kulturní památka, přesto se nachází v havarijním stavu.

## Historie
Zámek ve Velkých Dvorcích založil jako centrum nového rodového panství hrabě Jan Václav Novohradský z Kolovrat poté, co roku 1675 koupil přimdecké panství. Raně barokní zámek byl dokončen roku 1690 a zakladatel na něm sídlil ještě v roce 1705. Jeho potomkům patřil až do roku 1829, kdy zemřela poslední příslušnice novohradské větve rodu Kolovratů Johana, dcera Františka Antonína Novohradského z Kolovrat.

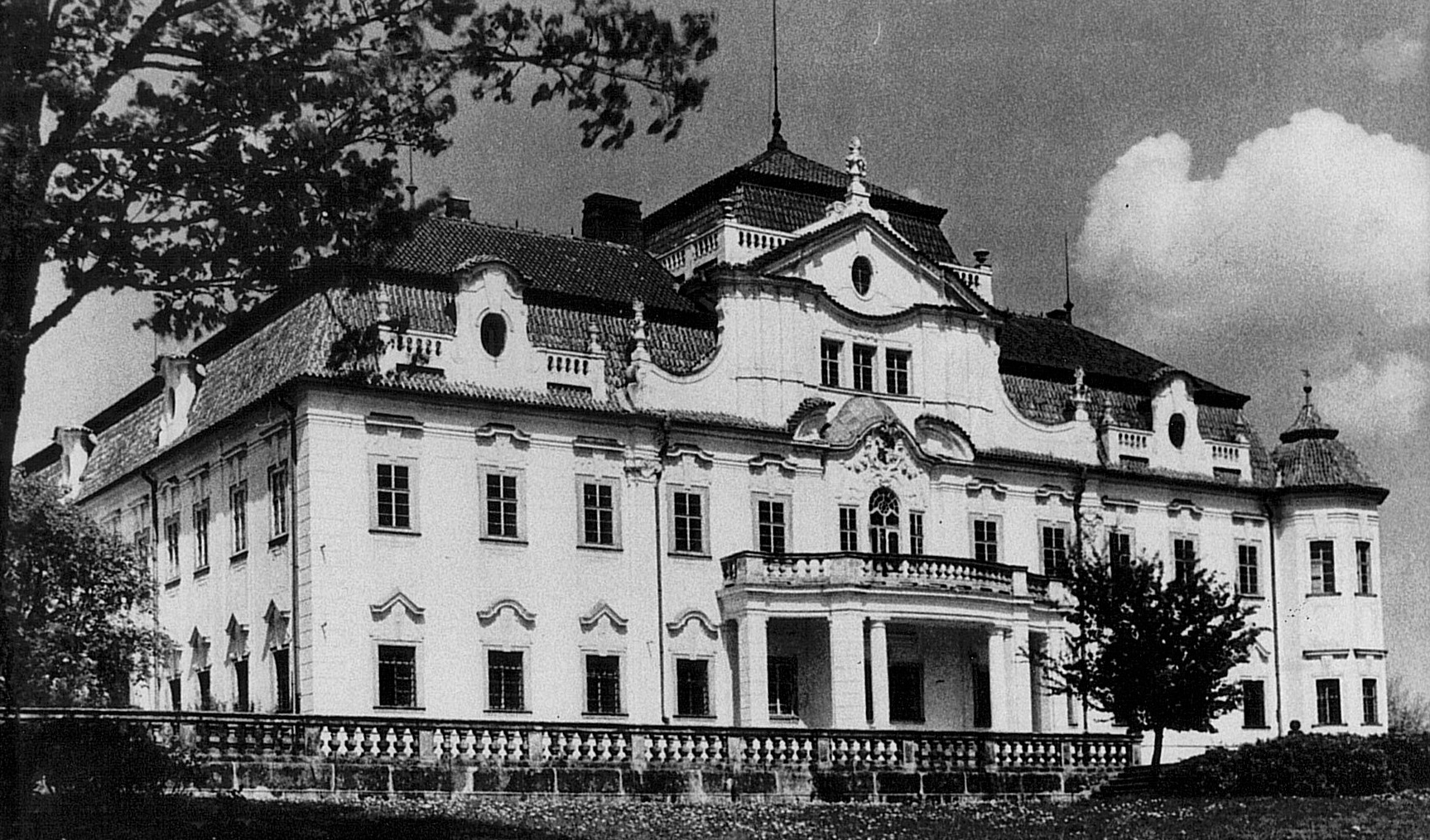
zámek ve 20. letech 20. stol.

Zámek zdědil František Antonín Libštejnský z Kolovrat, který zámek navštěvoval zejména v letních měsících a shromáždil na něm sbírku obrazů a knih. Po jeho smrti v roce 1861 knihovnu zdědilo Národní muzeum a zámek připadl příbuzným Krakovským z Kolovrat. Za nich zámek vyhořel, a Leopold Filip Krakovský z Kolovrat jej nechal v letech 1907–1910 zrekonstruovat v novobarokním slohu. Alexandr Josef Krakovský z Kolovrat na zámku založil filmové ateliéry, ale po dalším požáru v roce 1912 je přestěhoval do Vídně. Majitelé nechali zámek opravit, ale své sídlo nechal hrabě Jindřich Kolowrat-Krakowský přestěhovat na zámek Diana.
Během první světové války byla v zámku zřízena nemocnice a ve druhé světové válce sloužil jako ubytovna Hitlerjugend. V roce 1945 Kolovratové o zámek přišli a ve druhé polovině dvacátého století zámecký areál sloužil potřebám státního statku. Po sametové revoluci získal Jindřich Kolowrat-Krakowský zámek zpět, ale v roce 1992 jej prodal.

## Stavební podoba

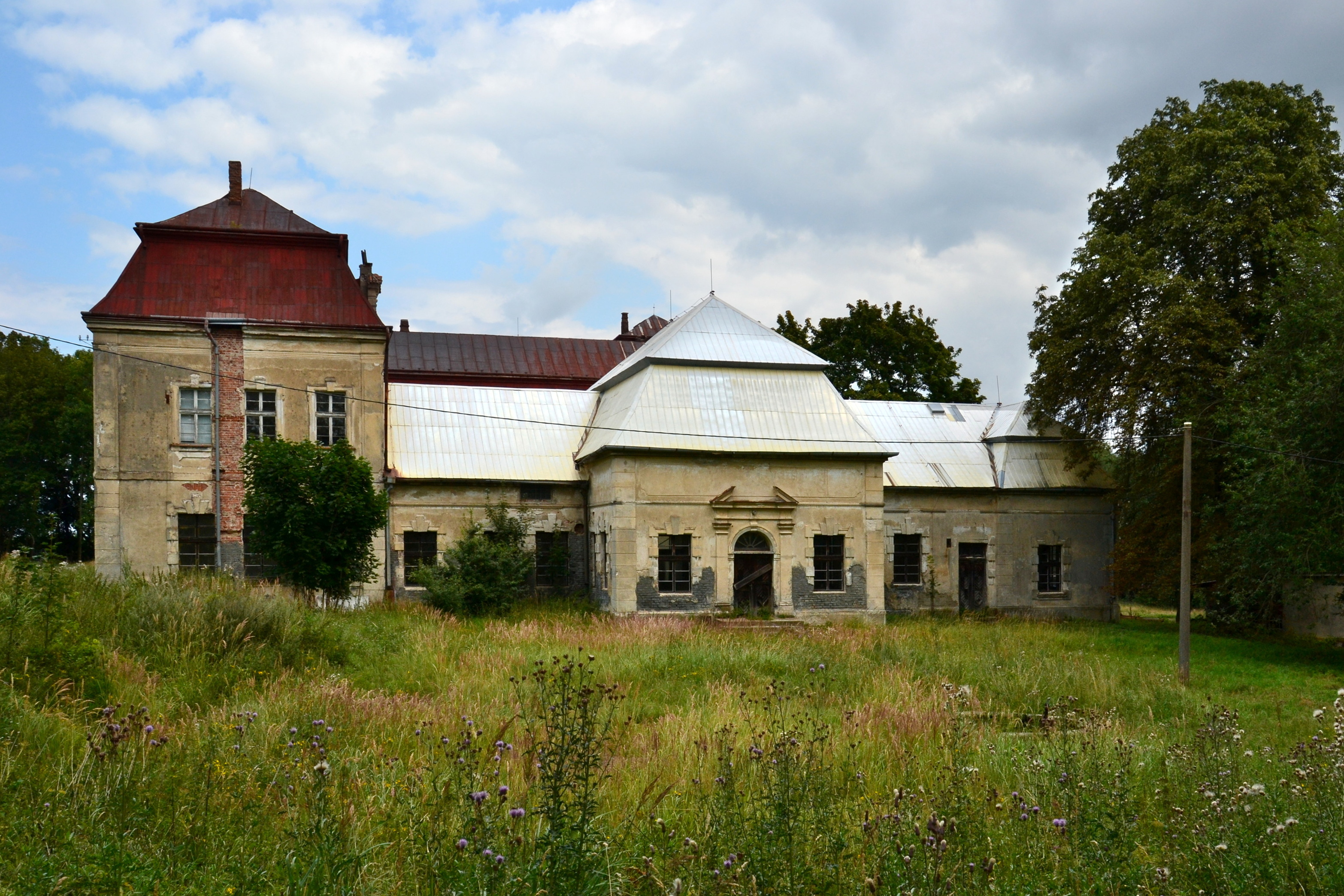
Hospodářské křídlo

Hlavní zámecká budova má čtyři křídla postavená kolem čtvercového dvora. Hlavní průčelí je obrácené do zahrady a jeho dominantou je konvex-konkávně zvlněný balkón, nad kterým se zvedá podobným způsoběm zvlněný štít. Fasádu zdobí střídající se lomené a segmentové římsy nad přízemními okny, zatímco v patře jsou nadokenní římsy rovné a sedlovité. Ostatní fasády mají podobnou ale jednodušší výzdobu. Vstupní portál je v jižním křídle. Nádvoří s kašnou lemují trojlistě uzavřené arkády. Arkádové chodby v přízemí i prvním patře jsou zaklenuté křížovými klenbami. V přízemních místnostech jsou složité křížové klenby s lunetami, zatímco prostory v patře mají, s výjimkou chodby, ploché stropy.
Nejspíše v polovině osmnáctého století bylo postaveno vedlejší křídlo s půdorysem ve tvaru písmene L, které bylo určené správě zámku a k ubytování služebnictva. K památkově chráněným objektům patří také terasy s balustrádou z počátku dvacátého století, budova čp. 2 a park se sochou svatého Jana Nepomuckého z roku 1784.